# 南歌子
《南歌子》，词牌，唐教坊曲名。
此詞有單調、雙調，
單調者始於溫庭筠詞，因詞有「恨春宵」句，名《春宵曲》。
張泌詞本此添字，因詞有「高卷水晶簾額」句，名《水晶簾》，又有「驚破碧窗殘夢」句，名《碧窗夢》。鄭子聃有「我愛沂陽好詞」十首，更名《十愛詞》。
雙調者有平韻仄韻兩體。
平韻者始自毛熙震詞，周邦彥、楊無咎、僧揮五十四字體，無名氏五十三字體，俱本此添字。
仄韻者始《樂府雅詞》，惟石孝友詞最為諧婉，周邦彥詞名《南柯子》，程垓詞名《望秦川》，田不伐詞有「簾風不動蝶交飛」句，名《風蝶令》。

## 第一體
單調二十三字，五句三平韻。

### 词牌格式
仄仄平平仄，平平仄仄平，平仄仄平平，仄平平仄仄，仄平平。

### 例词
温庭筠
手裡金鸚鵡。胸前繡鳳凰。偷眼暗形相。不如從嫁與。作鴛鴦

## 第二體
單調二十六字，五句三平韻。

### 词牌格式
仄仄平平仄，平平仄仄平，仄平平仄仄平平，平仄平平仄仄，仄平平。

### 例词
张泌
錦薦紅鸂鶒。羅衣繡鳳凰。綺疏飄雪北風狂。簾幕晝垂無事。鬱金香。

## 第三體
雙調五十二字，前後段各四句三平韻。

### 词牌格式
仄仄平平仄，平平仄仄平。
平平仄仄仄平平。平仄仄平平仄、仄平平。
仄仄平平仄，平平仄仄平。
中平仄仄仄平平。平仄仄平平仄、仄平平。

### 例词
毛熙震
惹恨還添恨。牽腸即斷腸。凝情不語一枝芳。獨映畫簾閒立、繡衣香。
　
暗想為雲女。應憐傅粉郎。晚來輕步出閨房。髻慢釵橫無力。縱猖狂。

秦观
玉漏迢迢尽，银潢淡淡横。梦回宿酒未全醒。已被邻鸡催起、怕天明。
臂上妆犹在，襟间泪尚盈。水边灯火渐人行。天外一钩残月、带三星。

## 第四體
雙調五十二字，前後段各四句三平韻。

### 词牌格式
仄仄平平仄，平平平仄平。平平平仄仄平平。仄仄平平、仄仄仄平平。
仄仄平平仄，平平仄仄平。仄平平仄仄平平。仄仄平平、仄仄仄平平。

### 例詞
辛棄疾
散髮披襟處。浮瓜沉李時。涓涓流水細侵階。鑿箇池兒、喚箇月兒來。
畫棟頻搖動。紅蕖盡倒開。鬥勻紅粉照香腮。有箇人兒、把箇鏡兒猜。

## 第五體
雙調五十三字，前後段各四句三平韻。

### 词牌格式
●●○○●句 ○○●●○韻　●○○●●○○韻　●●○○讀 ○●●○○韻
○●○○●句 ○○●●○韻　●○○●●○○韻　●●○○○讀 ○●●○○韻

### 例詞
《花草粹編》無名氏
夕露霑芳草。斜陽帶遠村。幾聲殘角起譙門。撩亂棲鴉、飛舞鬧黃昏。
天共高城遠。香餘繡被溫。客程常是可銷魂。怎向人心頭、橫著個人人。

## 第六體
雙調五十四字，前後段各四句三平韻。  

### 词牌格式
◎●○○●句 ○○●●○韻　◎○○●●○○韻　◎●⊙○○●讀 ⊙●○○韻
◎●○○●句 ○○●●○韻　◎○○●●○○韻  ⊙●◎○○●讀 ◎●○○韻

### 例詞
周邦彥
膩頸凝酥白。輕衫淡粉紅。碧油涼氣透簾櫳。指點庭花低映、雲母屏風。
恨逐瑤琴寫。書勞玉指封。等閒贏得瘦儀容。何事不教雲雨、略下巫峰。

## 第七體
雙調五十二字，前後段各四句三仄韻。  

### 词牌格式
○◎○⊙●句 ○○⊙●●韻　○○○●●○●韻　●●○○讀 ○●●○●韻
○●○⊙◎句 ●○⊙●●韻  ◎○○●●○●韻  ●●◎○讀 ○●●○●韻

### 例詞
石孝友
春淺梅紅小。山寒嵐翠薄。斜風吹雨入簾幕。夢覺西樓、嗚咽數聲角。
歌酒工夫嫩。別離情緒惡。舞衫寬盡不堪著。若比那回、相見更消削。